# Kjell Wretling
Kjell Leonard Wretling, född 15 november 1904 i Umeå, död 23 april 1998 i Lidingö, var en svensk arkitekt. Han var stadsarkitekt i Umeå mellan 1935 och 1951 samt arkitekt för många kyrkor, skolor och andra byggnader i Västerbotten.

## Biografi
Kjell Wretling var ett av sex barn till möbelfabrikören och konstnären Otto Wretling. Brodern David var skulptör, brodern Bo lut- och gitarrbyggare och brodern Stig Otto Wretling var konstnär (och morfar till Olof Wretling). Alla syskon, inklusive systrarna Anna och Brita, arbetade periodvis i familjeföretaget. År 1927 var Kjell Wretling klar med sin arkitektutbildning vid Kungliga Tekniska högskolan i Stockholm och kort därefter började han sin arkitektkarriär, som sträckte sig över 30 år. Hans tidiga verk var i 20-talsklassicistisk stil, men senare verk har andra stilar via femtiotalet måttfulla modernism till sträng abstraktion på sextiotalet. Han tog fram ritningar till flera kyrkor i norra Sverige. För flera av dessa stod brodern brodern David för den konstnärligt utsmyckade inredningen.
Mellan åren 1935 och 1951 var han stadsarkitekt i Umeå där han även ägnade sig åt stadsplanearbete för bland annat stadsdelarna Haga, Sandbacka, Sofiehem och Berghem i Umeå.  Han står bakom 30-talet byggnader i staden. Han var även verksam i Lycksele, Vännäs, Bjurholm, Vilhelmina, Åsele och Dorotea.
Kjell Wretling är gravsatt i minneslunden på Lidingö kyrkogård.

## Urval av byggnadsverk
- Holmöns kyrka (ombyggnad) 1933
- Sävar kyrka 1934
- Bjurholms kyrka 1935
- Botsmarks kyrka 1940
- Bredträsk kapell 1959
- Vinlidens kyrka 1959
- Johanneskyrkan 1960
- Åsele kyrka (restaurering) 1966
- Kvarnbyskolan 1967
- Mariakapellet 1974

## Bilder

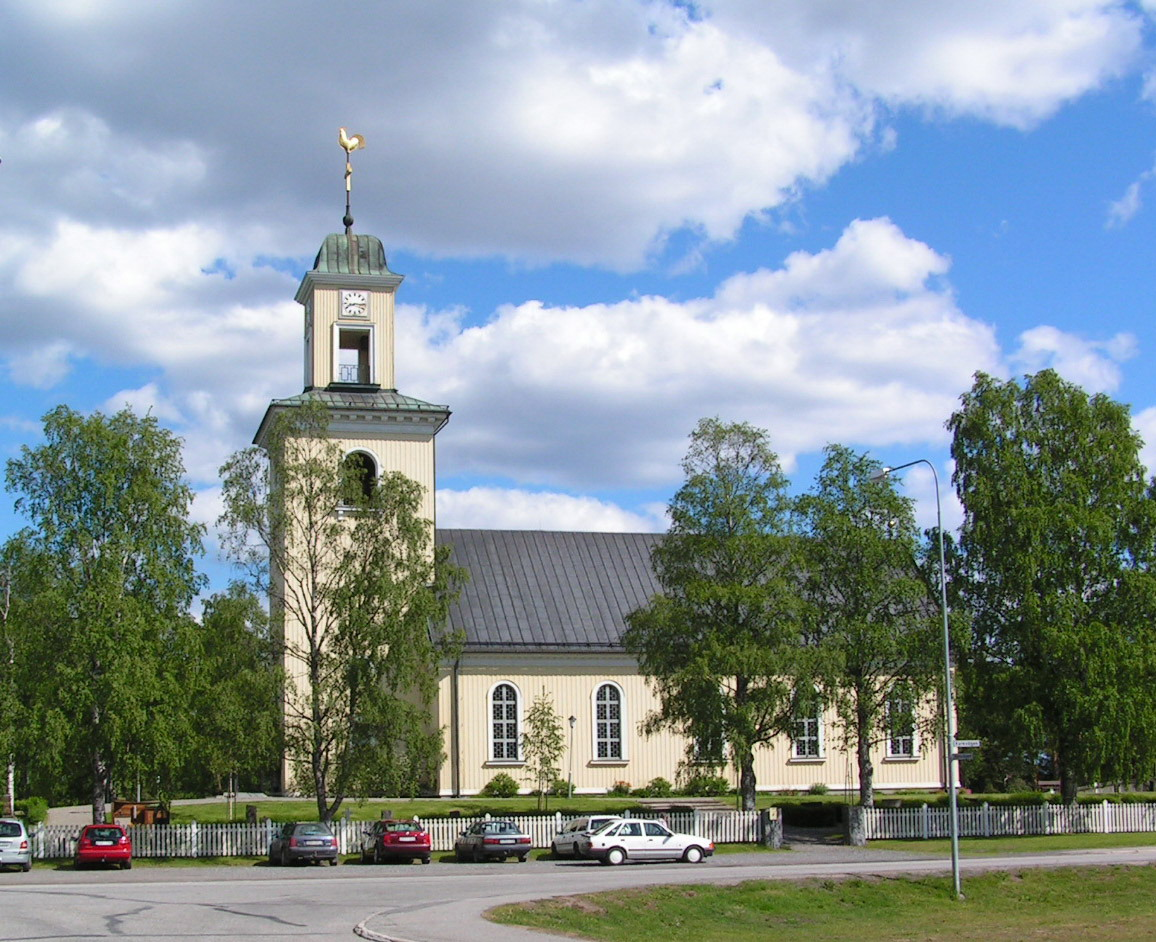
Sävar kyrka. Invigd 1934.
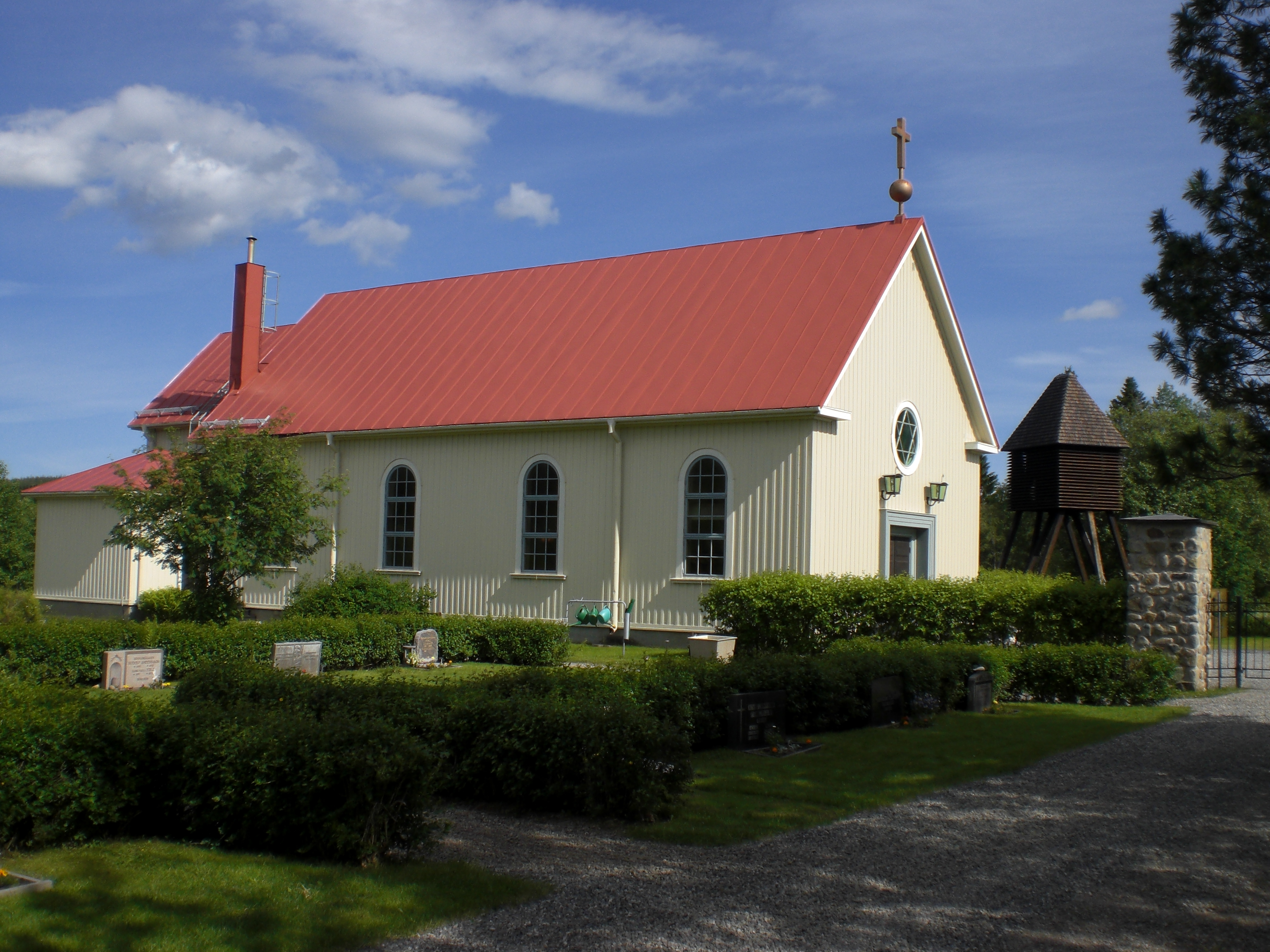
Botsmarks kyrka. Invigd 1940.
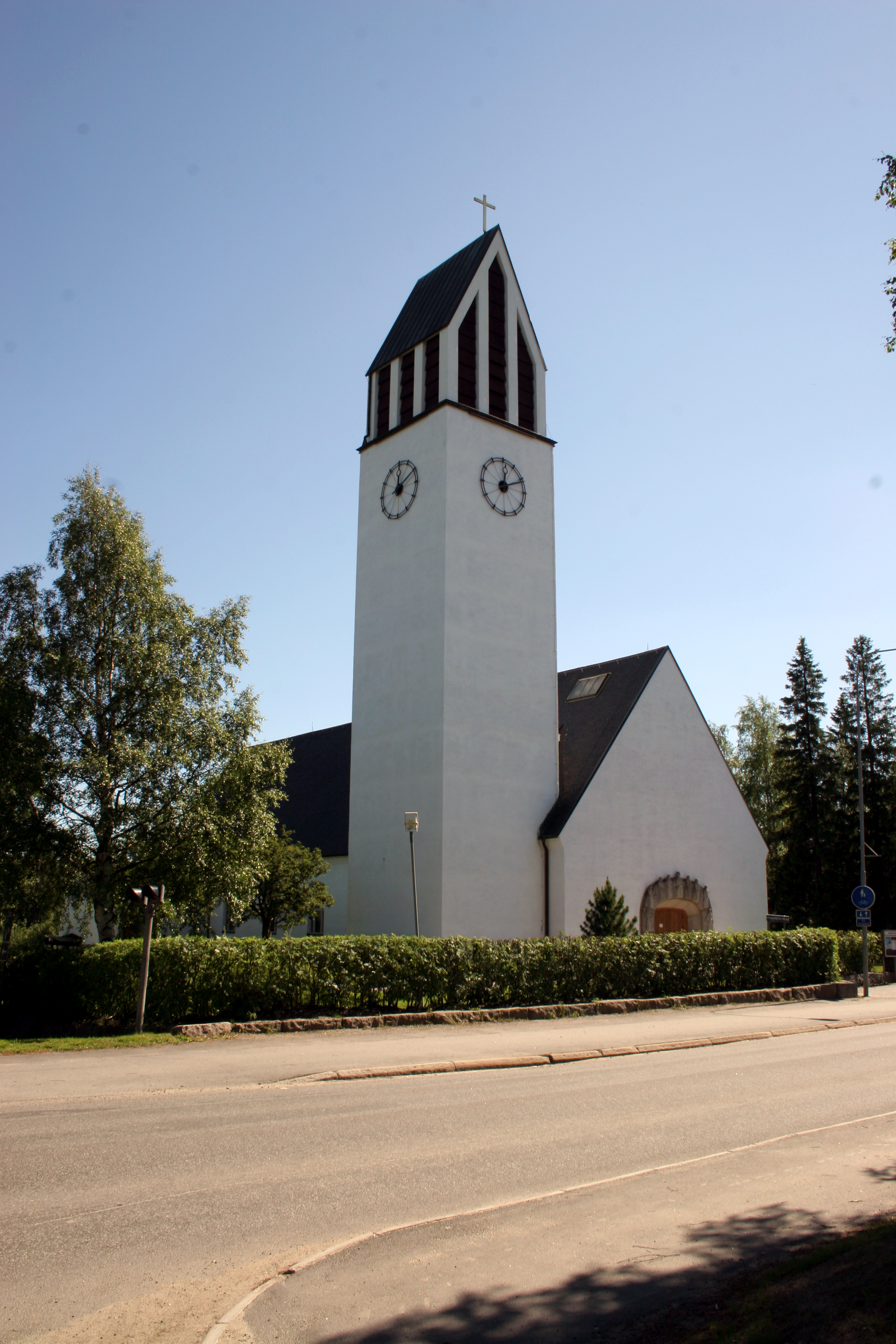
Johanneskyrkan, Vännäs. Invigd 1960.
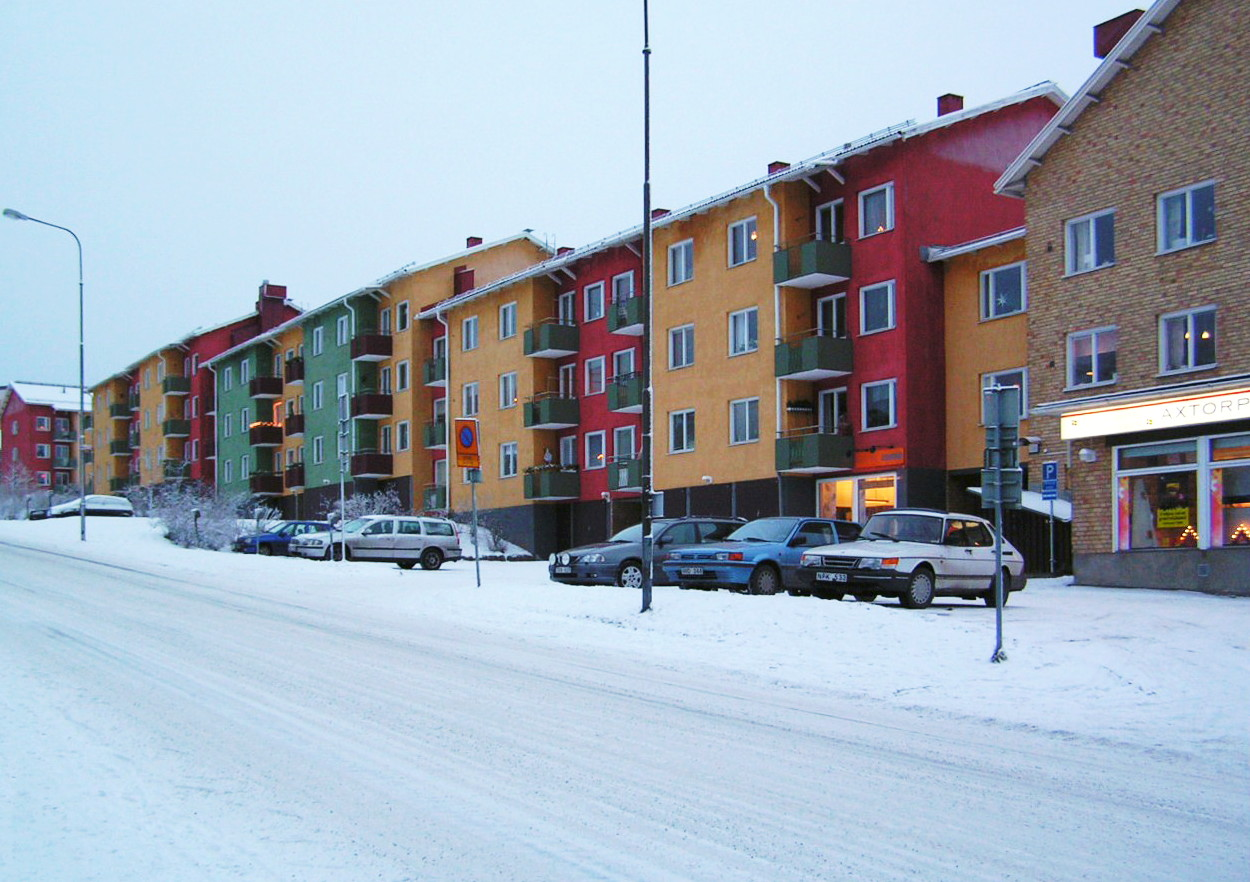
Lamellhus vid Nydalavägen i Berghem i Umeå. Byggda 1951.
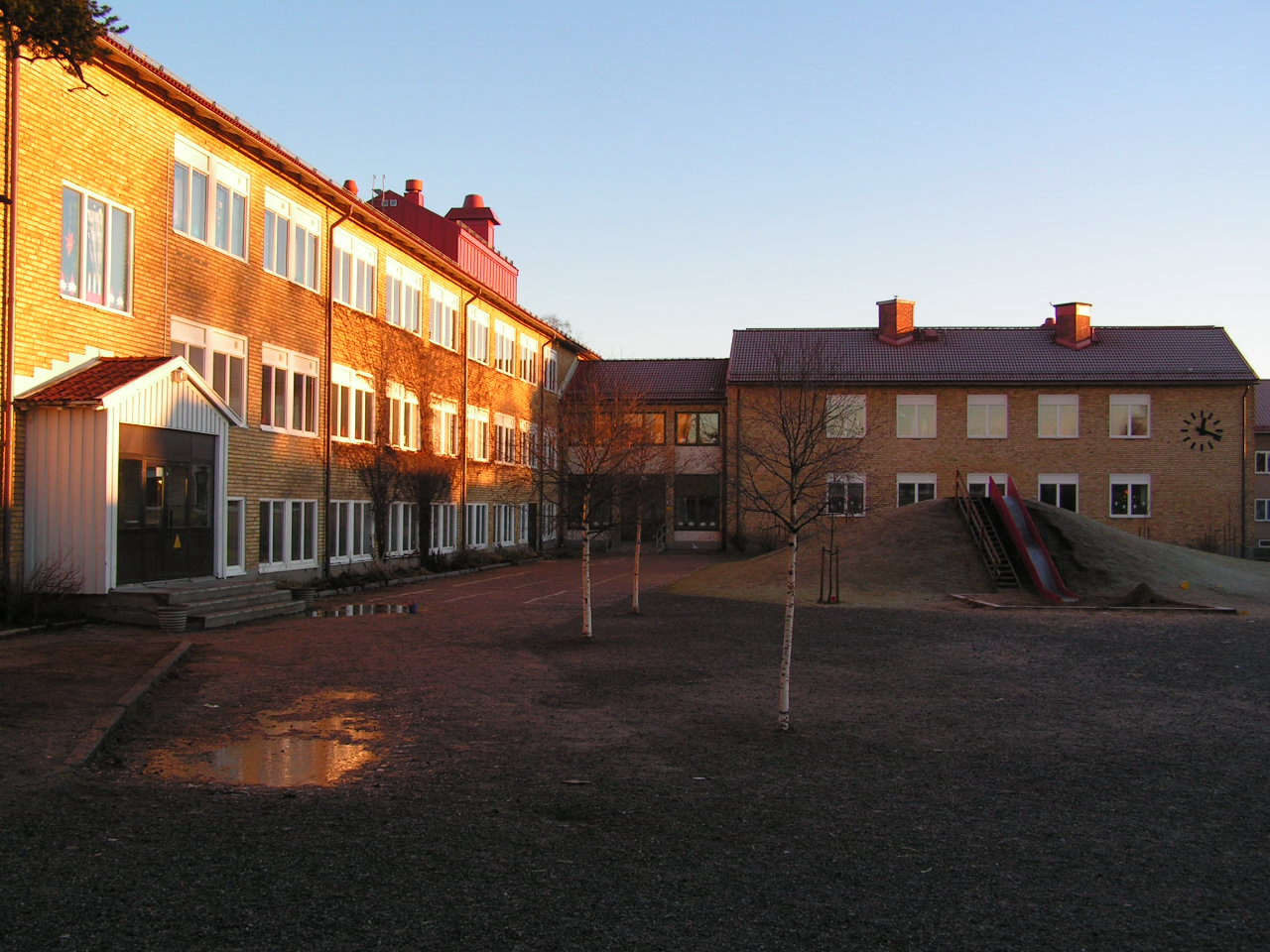
Hedlundaskolan i Umeå. Byggd 1951.